# James F. Monk
James Francis Monk (* 8. Oktober 1915 in Delhi, Indien; † 8. Mai 2014 in Goring-on-Thames) war ein britischer Ornithologe und Arzt.

## Leben
Monk war der Sohn einer Missionarsfamilie. Von 1929 bis 1934 absolvierte er das Winchester College. 1937 erlangte er den Bachelor of Arts in Physiologie am Trinity College und 1941 den Bachelor of Medecine an der University of Oxford. Er qualifizierte sich als Arzt und trat 1942 in den Royal Army Medical Corps ein, wo er vier Jahre lang in Nordafrika und Italien arbeitete und schließlich die Leitung der Malaria-Forschungseinheit am Royal Herbert Hospital in Woolwich übernahm. Er veröffentlichte Artikel über Malaria im British Medical Journal und in den Transactions of the Royal Society of Tropical Medicine and Hygiene. 1947 nahm er eine Stelle als Hausarzt in Goring-on-Thames an und arbeitete dort bis zur Pensionierung 1981 weiter. 1949 erwarb er an der University of Oxford den akademischen Grad eines Doktors der Medizin für seine Forschungsarbeit über die Malaria.
Trotz der Anforderungen des Familien- und Berufslebens leistete Monk einen wesentlichen Beitrag zur Ornithologie. Sein Artikel über die Brutbiologie des Grünfinks (Carduelis chloris chloris) war der erste, der 1954 in der ersten Ausgabe der Fachzeitschrift Bird Study veröffentlicht wurde. Er war Mitautor von Artikeln über Vogelwanderungen in Algerien und Portugal, die in den Journalen Ardeola bzw. Ibis veröffentlicht wurden. Zwischen 1954 und 1958 organisierte er im Auftrag des British Trust for Ornithology eine nationale Erhebung über den Wendehals (Jynx torquilla) in Großbritannien, die den starken Rückgang der Art als Brutvogel bestätigte, und er veröffentlichte zwei Studien über diese Art in der Zeitschrift Bird Study.
Auch als Redakteur leistete Monk einen großen Beitrag. Er wurde 1956 stellvertretender Chefredakteur der Zeitschrift Ibis, folgte 1960 Reginald Ernest Moreau als Chefredakteur und hatte diese Funktion bis 1966 inne. Monk stellte sich der gewaltigen Aufgabe, den beiden vorherigen Chefredakteuren Moreau und David Lack zu folgen, die aus Ibis eine moderne wissenschaftliche Zeitschrift gemacht hatten. Es wurden mehr Artikel eingereicht und die wissenschaftlichen Inhalte wurden gründlicher und umfangreicher. Als Moreau 1970 starb, übernahm Monk die Rolle seines literarischen Nachlassverwalters und sorgte 1972 für die posthume Veröffentlichung von dessen Werk The Palearctic-African Bird Migration Systems, das mit dem Tod des Autors nahezu abgeschlossen war.
Monk organisierte und bearbeitete die Reihe BOU’s Checklist of Birds of Britain mit regionalen oder nationalen Avifaunen, zu deren Förderung er von der Gründung im Jahr 1976 bis zum Jahr 1988 viel beitrug, und er betreute die Veröffentlichung der ersten zehn Bücher. Von 1976 bis 1990 war er Chefredakteur des Bulletin of the British Ornithologists’ Club und gab 1992 den Band Avian Systematics and Taxonomy zum hundertjährigen Jubiläum heraus.
Monk produzierte auch eine Reihe von Artikeln über die Vogelwelt von Goring-on-Thames und Streatley für eine lokale Zeitung, die 1997 als Buch unter dem Titel Birds for all Seasons: Chronicles from the Thames Valley wiederveröffentlicht und von Robert Gillmor illustriert wurden.
Monk war eng mit der British Ornithologists’ Union (BOU) verbunden. Neben seiner Tätigkeit für die Zeitschrift Ibis bekleidete er alle Führungspositionen, mit Ausnahme des Honorarschatzmeisters. Von 1967 bis 1972 war er als Honorarsekretär, von 1978 bis 1982 als Vizepräsident und von 1983 bis 1987 als Präsident tätig. 1988 wurde er mit Union Medal der BOU ausgezeichnet. 1966 war er Mitglied des British Executive Committee für den International Ornithological Congress in Oxford und des wissenschaftlichen Unterausschusses. Ferner war Monk von 1958 bis 1960 Mitglied im Führungsgremium des British Trust for Ornithology. Von 1965 bis 1968 war er Vizevorsitzender und von 1968 bis 1971 Vorsitzender des British Ornithologists’ Club.